# Abu Dhabi Tour 2016
2. edycja wyścigu Abu Dhabi Tour odbywa się w dniach 20 – 23 października. Trasa tego czteroetapowego wyścigu kolarskiego liczy 555 km ze startem w Madinat Zayed i z metą w Abu Dhabi. Wyścig posiada kategorię 2.HC.

## Etapy
| Etap | Data            | Start – Meta                  | km  | Typ    | Zwycięzca etapu | Lider           |
| ---- | --------------- | ----------------------------- | --- | ------ | --------------- | --------------- |
| 1.   | 20 października | Madinat Zayed – Madinat Zayed | 147 | Płaski | Giacomo Nizzolo | Giacomo Nizzolo |
| 2.   | 21 października | Abu Zabi – Abu Zabi           | 115 | Płaski | Mark Cavendish  | Mark Cavendish  |
| 3.   | 22 października | Al-Ajn – Jebel Hafeet         | 150 | Górski | Tanel Kangert   | Tanel Kangert   |
| 4.   | 23 października | Abu Zabi – Abu Zabi           | 143 | Płaski | Mark Cavendish  | Tanel Kangert   |

## Uczestnicy
Na starcie wyścigu stanęło 18 ekip. Wśród nich jedenaście ekip UCI World Tour 2016, cztery z UCI Professional Continental i trzy z UCI Continental.
Lista drużyn uczestniczących w wyścigu:
| Numery | Kod | Drużyna               |
| ------ | --- | --------------------- |
| 1-6    | AST | Astana Pro Team       |
| 11-16  | BMC | BMC Racing Team       |
| 21-26  | CCC | CCC Sprandi Polkowice |
| 31-36  | GAZ | Gazprom-RusVelo       |
| 41-46  | LAM | Lampre-Merida         |
| 51-56  | LTS | Lotto Soudal          |
| 61-66  | MCC | Minsk Cycling Club    |
| 71-76  | MOV | Movistar Team         |
| 81-86  | ANS | Nasr Dubai            |

| Numery  | Kod | Drużyna            |
| ------- | --- | ------------------ |
| 91-96   | ONE | ONE Pro Cycling    |
| 101-106 | OGE | Orica-BikeExchange |
| 111-116 | DDD | Dimension Data     |
| 121-126 | GIA | Team Giant-Alpecin |
| 131-136 | SKY | Team Sky           |
| 141-146 | WGN | Team Wiggins       |
| 151-156 | TNK | Tinkoff            |
| 161-166 | TFR | Trek-Segafredo     |
| 171-176 | STH | Willier-Southeast  |

## Przebieg wyścigu

### Etap 1 – 20.10: Madinat Zayed – Madinat Zayed, 147 km
| #   | Zawodnik            | Zespół                | Czas       |
| --- | ------------------- | --------------------- | ---------- |
| 1   | Giacomo Nizzolo     | Trek-Segafredo        | 3h 15' 59" |
| 2   | John Degenkolb      | Team Giant-Alpecin    | + 0"       |
| 3   | Mark Cavendish      | Dimension Data        | + 0"       |
| 4   | Magnus Cort Nielsen | Orica-BikeExchange    | + 0"       |
| 5   | Christopher Latham  | Team Wiggins          | + 0"       |
| 6   | Michael Kolar       | Tinkoff               | + 0"       |
| 7   | Roman Maikin        | Gazprom-RusVelo       | + 0"       |
| 8   | Marco Coledan       | Trek-Segafredo        | + 0"       |
| 9   | Jean-Pierre Drucker | BMC Racing Team       | + 0"       |
| 10  | Ramon Sinkeldam     | Team Giant-Alpecin    | + 0"       |
|     |                     |                       |            |
| 25  | Alan Banaszek       | CCC Sprandi Polkowice | + 3"       |
| 49  | Maciej Paterski     | CCC Sprandi Polkowice | + 3"       |
| 57  | Łukasz Owsian       | CCC Sprandi Polkowice | + 3"       |
| 66  | Karol Domagalski    | ONE Pro Cycling       | + 3"       |
| 98  | Michał Kwiatkowski  | Team Sky              | + 1' 34"   |
| 100 | Michał Paluta       | CCC Sprandi Polkowice | + 2' 03"   |

| #   | Zawodnik            | Zespół                | Czas       |
| --- | ------------------- | --------------------- | ---------- |
| 1   | Giacomo Nizzolo     | Trek-Segafredo        | 3h 15' 49" |
| 2   | John Degenkolb      | Team Giant-Alpecin    | + 4"       |
| 3   | Mark Cavendish      | Dimension Data        | + 6"       |
| 4   | Jens Keukeleire     | Orica-BikeExchange    | + 7"       |
| 5   | Dion Smith          | ONE Pro Cycling       | + 9"       |
| 6   | Magnus Cort Nielsen | Orica-BikeExchange    | + 10"      |
| 7   | Christopher Latham  | Team Wiggins          | + 10"      |
| 8   | Michael Kolar       | Tinkoff               | + 10"      |
| 9   | Roman Maikin        | Gazprom-RusVelo       | + 10"      |
| 10  | Marco Coledan       | Trek-Segafredo        | + 10"      |
|     |                     |                       |            |
| 28  | Alan Banaszek       | CCC Sprandi Polkowice | + 13"      |
| 49  | Maciej Paterski     | CCC Sprandi Polkowice | + 13"      |
| 57  | Łukasz Owsian       | CCC Sprandi Polkowice | + 13"      |
| 66  | Karol Domagalski    | ONE Pro Cycling       | + 13"      |
| 98  | Michał Kwiatkowski  | Team Sky              | + 1' 44"   |
| 100 | Michał Paluta       | CCC Sprandi Polkowice | + 2' 13"   |

### Etap 2 – 21.10: Abu Zabi – Abu Zabi, 115 km
| #   | Zawodnik            | Zespół                | Czas       |
| --- | ------------------- | --------------------- | ---------- |
| 1   | Mark Cavendish      | Dimension Data        | 2h 32' 21" |
| 2   | Elia Viviani        | Team Sky              | + 0"       |
| 3   | Andrea Guardini     | Astana Pro Team       | + 0"       |
| 4   | Jakub Mareczko      | Willier-Southeast     | + 0"       |
| 5   | Jean-Pierre Drucker | BMC Racing Team       | + 0"       |
| 6   | Giacomo Nizzolo     | Trek-Segafredo        | + 0"       |
| 7   | Christopher Latham  | Team Wiggins          | + 0"       |
| 8   | Michael Kolar       | Tinkoff               | + 0"       |
| 9   | Steele Von Hoff     | ONE Pro Cycling       | + 0"       |
| 10  | Magnus Cort Nielsen | Orica-BikeExchange    | + 0"       |
|     |                     |                       |            |
| 12  | Alan Banaszek       | CCC Sprandi Polkowice | + 0"       |
| 60  | Karol Domagalski    | ONE Pro Cycling       | + 0"       |
| 88  | Michał Paluta       | CCC Sprandi Polkowice | + 39"      |
| 93  | Maciej Paterski     | CCC Sprandi Polkowice | + 1' 14"   |
| 98  | Łukasz Owsian       | CCC Sprandi Polkowice | + 2' 25"   |
| 103 | Michał Kwiatkowski  | Team Sky              | + 3' 06"   |

| #   | Zawodnik            | Zespół                | Czas       |
| --- | ------------------- | --------------------- | ---------- |
| 1   | Mark Cavendish      | Dimension Data        | 5h 48' 06" |
| 2   | Giacomo Nizzolo     | Trek-Segafredo        | + 4"       |
| 3   | Jens Keukeleire     | Orica-BikeExchange    | + 5"       |
| 4   | Elia Viviani        | Team Sky              | + 8"       |
| 5   | John Degenkolb      | Team Giant-Alpecin    | + 8"       |
| 6   | Andrea Guardini     | Astana Pro Team       | + 10"      |
| 7   | Dion Smith          | ONE Pro Cycling       | + 10"      |
| 8   | Christopher Lathan  | Team Wiggins          | + 14"      |
| 9   | Jean-Pierre Drucker | BMC Racing Team       | + 14"      |
| 10  | Michael Kolar       | Tinkoff               | + 14"      |
|     |                     |                       |            |
| 22  | Alan Banaszek       | CCC Sprandi Polkowice | + 17"      |
| 56  | Karol Domagalski    | ONE Pro Cycling       | + 17"      |
| 84  | Maciej Paterski     | CCC Sprandi Polkowice | + 1' 31"   |
| 90  | Łukasz Owsian       | CCC Sprandi Polkowice | + 2' 42"   |
| 92  | Michał Paluta       | CCC Sprandi Polkowice | + 2' 56"   |
| 103 | Michał Kwiatkowski  | Team Sky              | + 4' 54"   |

### Etap 3 – 22.10: Al-Ajn – Jebel Hafeet, 150 km
| #   | Zawodnik           | Zespół                | Czas       |
| --- | ------------------ | --------------------- | ---------- |
| 1   | Tanel Kangert      | Astana Pro Team       | 3h 31' 31" |
| 2   | Nicolas Roche      | Team Sky              | + 17"      |
| 3   | Mekseb Debesay     | Dimension Data        | + 33"      |
| 4   | Diego Ulissi       | Lampre-Merida         | + 33"      |
| 5   | Alberto Contador   | Tinkoff               | + 50"      |
| 6   | Vincenzo Nibali    | Astana Pro Team       | + 50"      |
| 7   | Julien Bernard     | Trek-Segafredo        | + 52"      |
| 8   | Ben Hermans        | BMC Racing Team       | + 1' 19"   |
| 9   | Martijn Tusveld    | Team Giant-Alpecin    | + 1' 28"   |
| 10  | Jesper Hansen      | Tinkoff               | + 1' 28"   |
|     |                    |                       |            |
| 14  | Karol Domagalski   | ONE Pro Cycling       | + 2' 18"   |
| 39  | Łukasz Owsian      | CCC Sprandi Polkowice | + 12' 18"  |
| 47  | Maciej Paterski    | CCC Sprandi Polkowice | + 14' 28"  |
| 48  | Michał Paluta      | CCC Sprandi Polkowice | + 14' 28"  |
| 84  | Alan Banaszek      | CCC Sprandi Polkowice | + 20' 36"  |
| 100 | Michał Kwiatkowski | Team Sky              | + 23' 09"  |

| #   | Zawodnik           | Zespół                | Czas       |
| --- | ------------------ | --------------------- | ---------- |
| 1   | Tanel Kangert      | Astana Pro Team       | 9h 19' 44" |
| 2   | Nicolas Roche      | Team Sky              | + 21"      |
| 3   | Diego Ulissi       | Lampre-Merida         | + 43"      |
| 4   | Vincenzo Nibali    | Astana Pro Team       | + 1' 00"   |
| 5   | Alberto Contador   | Tinkoff               | + 1' 00"   |
| 6   | Julien Bernard     | Trek-Segafredo        | + 1' 02"   |
| 7   | Ben Hermans        | BMC Racing Team       | + 1' 29"   |
| 8   | Martijn Tusveld    | Team Giant-Alpecin    | + 1' 38"   |
| 9   | Winner Anacona     | Movistar Team         | + 1' 38"   |
| 10  | Jesper Hansen      | Tinkoff               | + 1' 38"   |
|     |                    |                       |            |
| 12  | Karol Domagalski   | ONE Pro Cycling       | + 2' 28"   |
| 44  | Łukasz Owsian      | CCC Sprandi Polkowice | + 14' 53"  |
| 51  | Maciej Paterski    | CCC Sprandi Polkowice | + 15' 52"  |
| 54  | Michał Paluta      | CCC Sprandi Polkowice | + 17' 17"  |
| 76  | Alan Banaszek      | CCC Sprandi Polkowice | + 20' 46"  |
| 103 | Michał Kwiatkowski | Team Sky              | + 27' 56"  |

### Etap 4 – 23.10: Abu Zabi – Abu Zabi, 143 km
| #   | Zawodnik            | Zespół                | Czas       |
| --- | ------------------- | --------------------- | ---------- |
| 1   | Mark Cavendish      | Dimension Data        | 3h 07' 44" |
| 2   | Giacomo Nizzolo     | Trek-Segafredo        | + 0"       |
| 3   | Elia Viviani        | Team Sky              | + 0"       |
| 4   | Magnus Cort Nielsen | Orica-BikeExchange    | + 0"       |
| 5   | Jean-Pierre Drucker | BMC Racing Team       | + 0"       |
| 6   | Ramon Sinkeldam     | Team Giant-Alpecin    | + 0"       |
| 7   | Michael Matthews    | Orica-BikeExchange    | + 0"       |
| 8   | Sacha Modolo        | Lampre-Merida         | + 0"       |
| 9   | Mark Renshaw        | Dimension Data        | + 0"       |
| 10  | Michael Kolar       | Tinkoff               | + 0"       |
|     |                     |                       |            |
| 22  | Karol Domagalski    | ONE Pro Cycling       | + 6"       |
| 31  | Alan Banaszek       | CCC Sprandi Polkowice | + 6"       |
| 64  | Łukasz Owsian       | CCC Sprandi Polkowice | + 28"      |
| 65  | Maciej Paterski     | CCC Sprandi Polkowice | + 28"      |
| 96  | Michał Kwiatkowski  | Team Sky              | + 2' 52"   |
| 100 | Michał Paluta       | CCC Sprandi Polkowice | + 2' 58"   |

| #   | Zawodnik           | Zespół                | Czas        |
| --- | ------------------ | --------------------- | ----------- |
| 1   | Tanel Kangert      | Astana Pro Team       | 12h 27' 34" |
| 2   | Nicolas Roche      | Team Sky              | + 21"       |
| 3   | Diego Ulissi       | Lampre-Merida         | + 43"       |
| 4   | Vincenzo Nibali    | Astana Pro Team       | + 1' 00"    |
| 5   | Alberto Contador   | Tinkoff               | + 1' 00"    |
| 6   | Julien Bernard     | Trek-Segafredo        | + 1' 02"    |
| 7   | Ben Hermans        | BMC Racing Team       | + 1' 29"    |
| 8   | Martijn Tusveld    | Team Giant-Alpecin    | + 1' 38"    |
| 9   | Winner Anacona     | Movistar Team         | + 1' 38"    |
| 10  | Jesper Hansen      | Tinkoff               | + 1' 38"    |
|     |                    |                       |             |
| 12  | Karol Domagalski   | ONE Pro Cycling       | + 2' 28"    |
| 45  | Łukasz Owsian      | CCC Sprandi Polkowice | + 15' 15"   |
| 50  | Maciej Paterski    | CCC Sprandi Polkowice | + 16' 14"   |
| 69  | Michał Paluta      | CCC Sprandi Polkowice | + 20' 09"   |
| 73  | Alan Banaszek      | CCC Sprandi Polkowice | + 20' 46"   |
| 102 | Michał Kwiatkowski | Team Sky              | + 30' 42"   |

## Liderzy klasyfikacji po poszczególnych etapach
| Etap                 | Zwycięzca            | Klasyfikacja generalna | Klasyfikacja punktowa | Klasyfikacja młodzieżowa | Klasyfikacja najaktywniejszych |
| -------------------- | -------------------- | ---------------------- | --------------------- | ------------------------ | ------------------------------ |
| 1                    | Giacomo Nizzolo      | Giacomo Nizzolo        | Giacomo Nizzolo       | Dion Smith               | Jens Keukeleire                |
| 2                    | Mark Cavendish       | Mark Cavendish         | Mark Cavendish        | Dion Smith               | Jens Keukeleire                |
| 3                    | Tanel Kangert        | Tanel Kangert          | Mark Cavendish        | Julien Bernard           | Jens Keukeleire                |
| 4                    | Mark Cavendish       | Tanel Kangert          | Mark Cavendish        | Julien Bernard           | Jens Keukeleire                |
| Klasyfikacja końcowa | Klasyfikacja końcowa | Tanel Kangert          | Mark Cavendish        | Julien Bernard           | Jens Keukeleire                |